# De Dietrich Type DX
Der De Dietrich Type DX ist ein Rennwagen aus den 1900er Jahren. Hersteller war die Société de Dietrich et Cie de Lunéville in Frankreich.

## Beschreibung
Das Modell wurde nur 1905 hergestellt. Vorgänger war der 80 CV. Nachfolger wurde der Lorraine-Dietrich Type EX des Folgeunternehmens Lorraine-Dietrich.
Der Motor entstand nach einer Lizenz von Turcat-Méry. Er ist ein Vierzylinder-Reihenmotor mit IOE-Ventilsteuerung. Jeweils zwei Zylinder sind paarweise zusammengegossen. 190 mm Bohrung und 150 mm Hub ergeben 17.011 cm³ Hubraum. Der Motor war damals in Frankreich steuerlich mit 120 CV eingestuft.
Der Motor ist vorn längs im Fahrgestell eingebaut. Er treibt über Ketten die Hinterräder an. Die Bremse wirkt zeittypisch nur auf die Hinterachse.
Die Fahrzeuge waren als offene Phaeton für Fahrer und Mechaniker karossiert.

## Autorennen
Arthur Duray, Fernand Gabriel und Henri Rougier starteten im Juni 1905 bei der nationalen Vorausscheidung zum Gordon-Bennett-Cup. Duray erwarb sich durch seinen dritten Platz das Recht, am Hauptrennen im Juli 1905 teilzunehmen, wo er Sechster wurde. Duray, Rougier und Gabriel fuhren im August 1905 beim Circuit des Ardennes und im September 1905 die Coppa Florio. Außerdem starteten Rougier im September 1905 beim Bergrennen am Mont Ventoux und Duray im Oktober 1905 beim Vanderbilt Cup.